# 高石和道
高石 和道（たかいし かずみち、生年不明 - 1878年（明治11年）7月26日）は、明治時代の官吏。中野県大参事。本姓は源、通称は幸次。

## 経歴
福島県士族。明治政府に出仕し、1869年（明治2年）初め頃、営繕判司事を拝命し、1870年（明治3年）土木大佑に任じた。
同年10月9日、中野県大参事に任じ、翌11月20日まで務めたが、中野騒動に遭遇し、逃亡した。
その後、1872年（明治5年）頃、土木助に任じ、1875年（明治8年）6月25日、工部省六等出仕、同年11月30日、営繕助に復した。

## 栄典
位階
- 1872年（明治5年）頃 - 従六位[1]